# James Henry Ambrose Griffiths
James Henry Ambrose Griffiths (* 16. Juli 1903 in Brooklyn, USA; † 24. Februar 1964) war Weihbischof in New York.

## Leben
James Henry Ambrose Griffiths empfing am 12. März 1927 das Sakrament der Priesterweihe.
Am 15. Oktober 1949 ernannte ihn Papst Pius XII. zum Titularbischof von Gaza und zum Weihbischof im US-amerikanischen Militärordinariat. Der Erzbischof von New York, Francis Kardinal Spellman, spendete ihm am 18. Januar 1950 die Bischofsweihe; Mitkonsekratoren waren der Bischof von Brooklyn, Thomas Edmund Molloy, und der Weihbischof im US-amerikanischen Militärordinariat, William Richard Arnold. Im September 1955 bestellte ihn Pius XII. zum Weihbischof in New York.